# 彼得·渥雷本

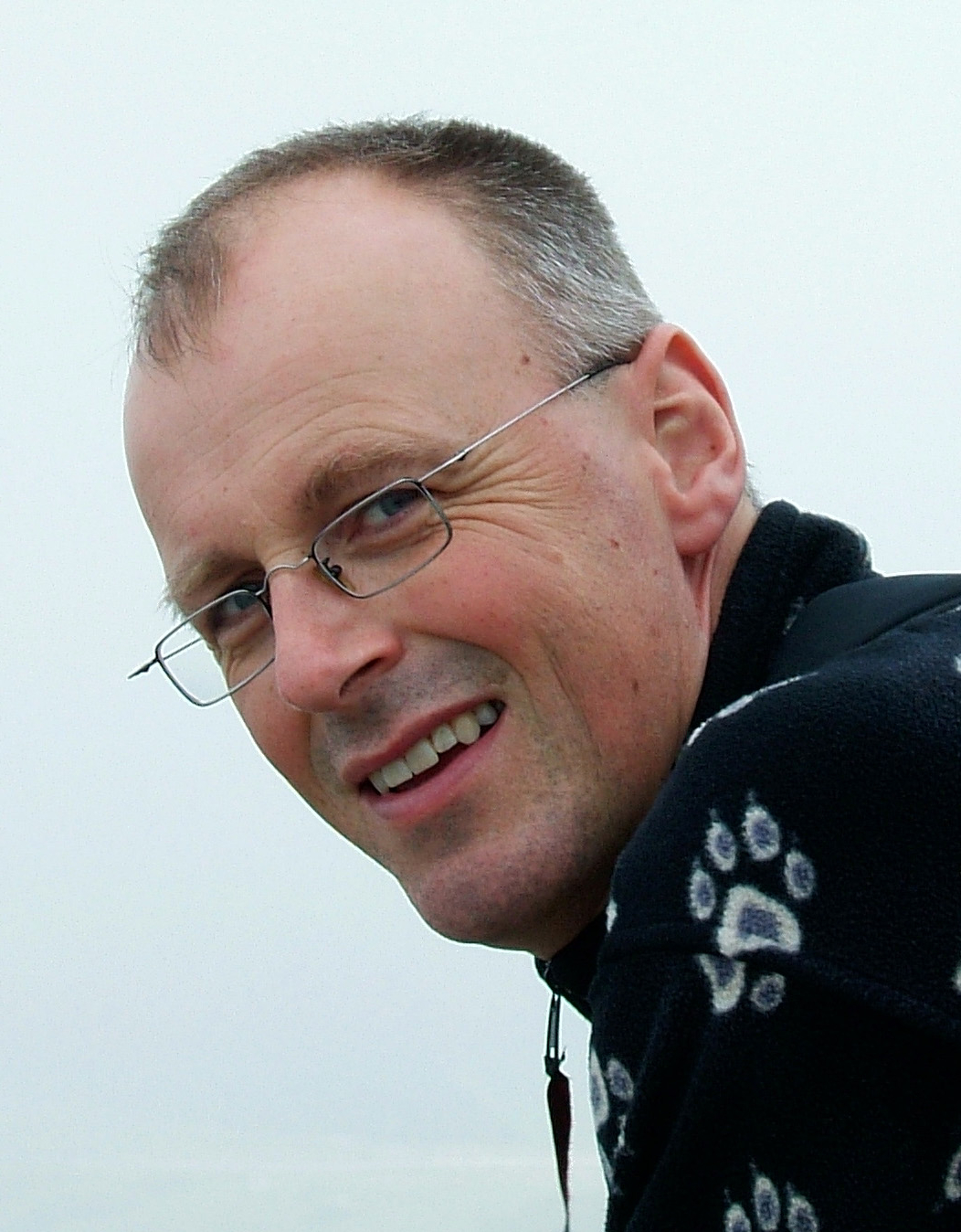
2012年

彼得·渥雷本 (Peter Wohlleben，1964年—)， 出生於德国波昂，是一名森林看守人，也是一名作家。 他致力於推動兼顧生態和經濟的永續森林管理。
他在2015年推出的《樹的祕密生命》（Das geheime Leben der Bäume）一書，翻譯成超過二十個語言，讓他獲得國際專注。他生動優美的自然書寫風格，讓世人以全新的觀點看待森林，也喚醒大眾對森林保育的重視。